# ㅚ
ㅚ는 ㅗ와 ㅣ가 합쳐진 한글 자모 중 하나이다.
중세 한국어에는 이중모음인 [oj]로 발음했다.
현대 한국어에서 /ㅚ/는 [ø], [e], 또는 [we]로 소리나는데, 그 경향은 다음과 같다.
- 낱말의 어중에서는 [ø] 또는 [e]로 소리난다. (예: 참외밭[ʨʰamøbat])
- 어두나 어말에서는 [we]로 나는 경향이 있지만, 일부, 특히 어두에서 양순음 앞에 있을 땐 [ø]로 소리난다. (예: 외삼촌[wesamʨʰon], 뵙다[b̥øpt̚a])
- 국립국어원에서는 단모음 [ø]로 발음하는 것을 원칙으로 하나 이중모음으로 발음하는 것을 허용하며, 이에 따라 ㅞ와 발음이 비슷해질 수 있다는 지침을 내리고 있다.[3]
- 강원도 영동 지방의 방언 등 일부 방언에서는 /ㅚ/를 항상 [ø]로 소리내기도 한다. 동남 방언에서는 어두에 자음이 없을 때를 제외하고 거의 모든 경우 /ㅚ/를 /ㅔ/로 발음한다. 동북 방언에서는 어중에 자음이 없을 때를 제외하고 거의 모든 경우 /ㅚ/를 /ㅔ/로 발음한다.

| 자명 | 외, 오이 |
| 발음 | 어두 : [ ø̞ ], 어중 : [ ø̞ ]（표준어） 어두 : [ we̞ ], 어중 : [ e̞ ]（동남방언） 어두 : [ e̞ ], 어중 : [ ʷe̞ ]（동북방언） |
| 이음 | 어두 : [ we ], 어중 : [ ʷe ]                                                                                         |

## 코드값
| 종류                  | 글자 | 유니코드 | HTML     |
| --------------------- | ---- | -------- | -------- |
| 한글 호환 자모 영역   | ㅚ   | U+315A   | &#12634; |
| 한글 자모 영역        | ᅟᅬ   | U+116C   | &#4460;  |
| 한양 사용자 정의 영역 |   | U+F827   | &#63527; |
| 반각                  | ￏ    | U+FFCF   | &#65487; |

## 같이 보기
- ㅗㅗㅣ
- ㅣㅗㅣ

## 참고 문헌
- 이호영, 《국어음성학》, 태학사, 1996.